# إد براندت
إد براندت (بالإنجليزية: Ed Brandt)‏ هو لاعب كرة قاعدة أمريكي، ولد في 17 فبراير 1905 في سبوكين في الولايات المتحدة، وتوفي بنفس المكان في 1 نوفمبر 1944.

## وصلات خارجية
- إد براندت على موقع دوري كرة القاعدة الرئيسي (الإنجليزية)
- إد براندت على موقعبيزبول رفرنس.كوم (الدوري الرئيسي) (الإنجليزية)
- إد براندت على موقعبيزبول رفرنس.كوم (الدوري الثانوي) (الإنجليزية)
- إد براندت على موقع مشجعي الرسوم البيانية (الإنجليزية)